# Католикос
Католико́с, також католіко́с (грец. καθολικος — вселенський, загальний, соборний) — верховний патріарх, титул вищих духовних осіб в деяких східних церквах, наприклад в Вірменської апостольської церкви, Грузинської православної церкви, Ассирійської церкви Сходу. В деяких з них слова «католикос» і «патріарх» виступають синонімами. В інших же, як наприклад у Вірменській церкві, вони позначають різні поняття, вказуючи на різні ієрархії влади. Так, католикос позначає верховного ієрарха церкви («Католикос усіх вірмен»), а патріарх — підлеглих йому ієрархів, які очолюють громади в значимих християнських центрах («Єрусалимський Патріарх», «Константинопольський Патріарх»).
Католикос — глава вірменської церкви з 363 р., албанської церкви з 552 по 705 рр. Після злиття албанської церкви з вірменською в 705 р. необхідність в існуванні статусу албанського католикоса поступово відпала і в 1836 р. титул було скасовано. Вірменський католикос носить титул «Верховний патріарх, Католикос усіх вірмен», його резиденція розташована в Ечміадзині (Вірменія). Відповідно до ієрархії Вірменської церкви вірменські патріархи Єрусалимський і Константинопольський підпорядковуються католикосу. Від «Католикоса всіх вірмен» адміністративно незалежний вірменський «Католикос Великого Будинку Кілікії».
У вірмен-католиків свій католикос, який носить титул Патріарха. Його резиденція розташована в Бейруті.
Титул грузинського католикоса існував з 475 по 1811 рр., коли після входження Грузії до складу Росії Православна церква Грузії увійшла у структуру Православної церкви Росії. Титул був відновлений у 1917 році, коли Православна церква Грузії знову отримала автокефалію. Резиденція грузинського католикоса — у Тбілісі.